# Каллаур, Василий Андреевич
Василий Андреевич Каллаур (1838, Минск — 1918 или 1919) — востоковед, археолог, российский исследователь Средней Азии. Известен, среди прочего,  обнаружением рунических памятников Таласа.

## Биография
Из старинного литовского дворянского рода Минской губернии. Окончил Санкт-Петербургское военное училище и уехал служить в г. Туркестан. Там он заинтересовался различными памятниками старины, которые стал исследовать, вступив, через некоторое время, в Туркестанский кружок любителей археологии. Для этого кружка он написал ряд статей и сообщений о древностях долины реки Талас и Южного Казахстана.
Каллаур описал памятники средневекового зодчества, перевёл арабскую надпись мавзолея Давутбека. Он правильно атрибутировал древние надписи на камнях как тюркские (что произвело научную сенсацию), интересовался местными балбалами, собрал «Родословную Карахана», уточнил караванные пути, обнаружил дворцовый комплекс Акыртас.
В 90-е годы XIX века был начальником Аулие-Атинского уезда, благоустройству которого отдал немало сил и времени. В 1907 опубликовал ряд статей о немцах Средней Азии и их культуре в журнале «Среднеазиатская жизнь». Состоял в переписке с Н. П. Остроумовым.

## Награды и память
Имел государственные награды, в том числе ордена.
Именем Каллаура названа одна из улиц г. Тараз (бывшая ул. Пржевальского).